# Quararibea cacao
Quararibea cacao là một loài thực vật có hoa trong họ Cẩm quỳ. Loài này được (Triana & Planch.) Baill. miêu tả khoa học đầu tiên năm 1871.